# Cousinia astracanica
Cousinia astracanica là một loài thực vật có hoa trong họ Cúc. Loài này được (Spreng.) Tamamsch. mô tả khoa học đầu tiên năm 1954.